# Culicoides doeringae
Culicoides doeringae är en tvåvingeart som beskrevs av Atchley 1967. Culicoides doeringae ingår i släktet Culicoides och familjen svidknott. Inga underarter finns listade i Catalogue of Life.